# Verdrag van Addis Abeba (1972)

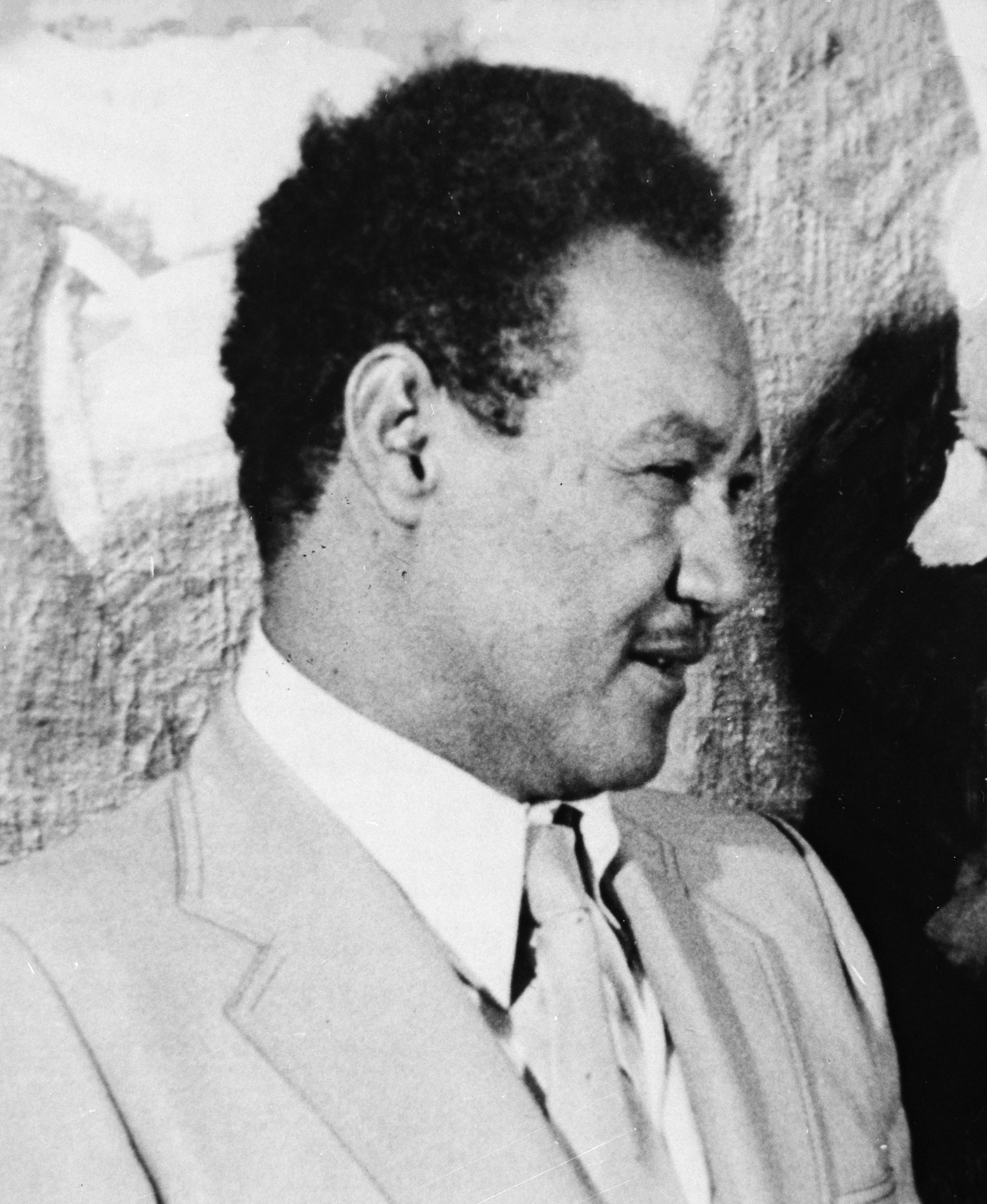
De Soedanese president Jafaar Numeiri

Het Verdrag van Addis Abeba werd gesloten op 27 maart 1972 tussen de regering van Soedan en het Zuid-Soedanese Bevrijdingsfront. Het verdrag moest een einde maken aan de burgeroorlog in Zuid-Soedan door een nieuwe staatsinrichting die meer autonomie gaf aan Zuid-Soedan. Het verdrag maakte geen eind aan de burgeroorlog, maar leidde wel tot een pauze in de vijandelijkheden die aanhield tot begin jaren 1980.
Al sinds 1955 streden Zuid-Soedanezen voor meer zelfstandigheid binnen het door Arabische moslims overheerste Soedan. Op 16 februari 1972 werd in de Ethiopische hoofdstad Addis Abeba  begonnen met gesprekken tussen de Soedanese minister voor Zuid-Soedanese Zaken Abel Alier en het Zuid-Soedanese Bevrijdingsfront onder leiding van Ezbon Monditi. Tegelijk werden in het geheim onder bemiddeling van Ethiopië gesprekken gevoerd tussen het Soedanese leger en de Anya-Nya-rebellen.
Eind februari werd in Addis Abeba een akkoord bereikt over een de nieuwe staatsinrichting, onder het principe: autonomie voor Zuid-Soedan binnen Soedanese eenheid. Een Zuidelijke Volksraad zou bevoegdheid krijgen over regionale aangelegenheden terwijl de centrale regering bevoegd bleef voor handel, financiën, landsverdediging, buitenlandse zaken, transport, communicatie en economische planning. Verder zou een aparte legereenheid voor het zuiden worden opgericht die voor de helft zou bestaan Zuid-Soedanezen. Verder was er een geheime clausule (die aan het licht kwam in december 1972) waarin Soedan zich engageerde niet aan te sluiten bij Pan-Arabische allianties.
Op 6 maart tekende Joseph Lagu namens de Anya-Nya een wapenstilstand met het Soedanese leger en op 27 maart werd in Addis Abeba het officiële vredesverdrag getekend door Soedan, het Zuid-Soedanese Bevrijdingsfront en de Anya-Nya. Er werd een voorlopige uitvoerende raad voor het zuiden opgericht en twee ex-rebellen werden opgenomen in de Soedanese regering. Abel Alier werd voorzitter van de uitvoerende raad van de Zuid-Soedanese autonome regio die zetelde in Juba. Het verdrag leidde tot steun van de Verenigde Staten voor de anticommunistische regering van president Jafaar Numeiri van Soedan en voor de heropbouw van het zuiden van het land. 